# Miss Santa Cruz 2020
La 41º edición del certamen Miss Santa Cruz, correspondiente al año 2020 se celebró el 3 de octubre de 2020 en el estudio 5 de la Red UNO, en la ciudad de Santa Cruz de la Sierra. Concursantes de los nueve departamentos bolivianos y una representante de los residentes bolivianos en el exterior compitieron por este título de belleza. Al final del evento, Fabiana Hurtado, Miss Bolivia 2019 coronó a su sucesora, María José Hurtado de Camiri quien tuvo el derecho de representar al país en Miss Universo 2020. se entregaran las coronas del Miss Santa Cruz , Srta Santa Cruz, Miss Litoral y Srta Litoral el cual tendrán el derecho de representar a Santa Cruz y el Litoral en el próximo Miss Bolivia Universo 2020

## Resultados finales
Noche final del evento del Miss Santa Cruz 2020 en un entorno especial y diferente, con mucho glamour y medidas de bioseguridad, se llevó a efecto la elección de la mujer más bella de Santa Cruz, título que recayó en la camireña María José Hurtado, en tanto que la ganadora del título de Señorita Santa Cruz lo ganó María José Terrazas.
Una elección singular, que tuvo como escenario el set televisivo más grande de la Red Uno en la ciudad Oriental, cumpliendo con todas las exigencias inherentes a la emergencia sanitaria.
La pasarela en traje de baño, una de las más esperadas de la noche, destacó las siluetas de las candidatas en modernas mallas estampadas y a rayas con escote halter, en alegre combinación de verde esmeralda y rosa con capa incluida al tono. Sin duda, una opción fresca y femenina, adecuada para la temporada primaveral
| Resultados Final     | Representación                | Delegada                     |
| Miss Santa Cruz 2020 | Camiri                        | María José Hurtado Ferrufino |
| Srta Santa Cruz 2020 | Curumechaca                   | María José Terrazas León     |
| Miss Litoral 2020    | Grupo Voluntario Niño Feliz   | María José Arana Medina      |
| Srta Litoral 2020    | Fundación de Síndrome de Down | Belén Karageorge Rousseau    |
| 1º Finalista         | Miss Cotoca                   | Fabiana Añez Galvarro        |
| 2º Finalista         | Legión de la Buena Voluntad   | Cecilia Silva Espinoza (Δ)   |
| 3º Finalista         | Miss Montero                  | Ninoska Herrera Justiniano   |

(Δ) Será elegida por el voto del público en internet mediante la página de Facebook e instagram de Promociones Gloria

### Orden de Clasificación
Top 7 
1. Cecilia Silva (Δ)
2. María José Hurtado
3. Belén Karageorge
4. María José Terrazas
5. Fabiana Añez
6. María José Arana
7. Ninoska Herrera

## Proceso del Concurso
El fotógrafo oficial, David Condori ya empezó también con las sesiones para que el público cruceño pueda conocer a las señoritas más hermosas del departamento.
Los títulos a diputarse son cuatro: Miss y Señorita. Santa Cruz – Miss y Señorita. Litoral que tendrán su pase para el Miss Bolivia Universo 2020, será un concurso de belleza atípico, debido a que se llevará a cabo de manera virtual, sin la presencia de público y sin barras. Así será el Miss Santa Cruz 2020, organizado por Promociones Gloria, cuyo show final se celebrará mañana, a partir de las 21:00, y que será transmitido por las redes sociales y por televisión, desde un estudio de la Red Uno, donde tendrá lugar el evento.
Como en la mayoría de estos certámenes en el Miss Santa Cruz, desde que se inició la competencia, hace casi dos meses, se entregaron títulos previos, igual de manera virtual, sin público, para evitar posibles contagios de Covid-19.
Estos galardones que premian el buen físico, la actitud, el desenvolvimiento en pasarela y frente a las cámaras, no ejercen ninguna influencia en el resultado final que se conocerá mañana. Son estímulos que reciben las candidatas, sin embargo, pueden ser un parámetro de cómo está la competencia.

## Jurado Calificador
El jurado calificador estará conformados por persona que saben del temas como los anteriores años.

## Títulos Previos
Subió la temperatura en el certamen departamental de belleza y algunas candidatas, con su actitud, belleza y simpatía, han dado un paso adelante en la competencia. Ya se entregaron títulos previos, los que posicionan a las ganadoras como favoritas para llegar a la fase final
| Títulos                           | Representación                | Candidata                    |
| Embajadora de la Nueva Santa Cruz | Legión de la Buena Voluntad   | Cecilia Silva Espinoza       |
| Miss Deporte Patra                | Camiri                        | María José Hurtado Ferrufino |
| Mejor Broceado Body Sun           | Fundación de Síndrome de Down | Belén Karageorge Rousseau    |
| Miss Silueta Serenety             | Fundación Arminda Soria       | Sáhara Lottersberger Pérez   |
| Mejor Sonrisa Orest               | Grupo Voluntario Niño Feliz   | María José Arana Medina      |
| Miss Personalidad Udabol          | Camiri                        | María José Hurtado Ferrufino |
| Chica Amazonas                    | Curumechaca                   | María José Terrazas León     |
| La favorita de ENTEL              | Camiri                        | María José Hurtado Ferrufino |
| Miss Amistad y Simpatía           | Fundación Arminda Soria       | Sáhara Lottersberger Pérez   |
| Belleza con Proposito             | Camiri                        | María José Hurtado Ferrufino |

## Candidatas
- 16 candidatas[4] son confirmadas a competir por la corona del Miss Santa Cruz 2020

(En la tabla se utiliza su nombre completo, los sobrenombres van entrecomillados y los apellidos utilizados como nombre artístico, entre paréntesis; fuera de ella se utilizan sus nombres «artísticos» o    simplificados)
| Representación                | Nombre                             | Edad    | Estatura    | Diseñador/a         |
| Fundación Arminda Soria       | Sáhara Lottersberger Pérez         | 21 años | 1,66 metros | Juan Carlos Paz     |
| Legión de la Buena Voluntad   | Cecilia Silva Espinoza             | 23 años | 1,67 metros | Eduardo Rivera      |
| Fundación de Síndrome de Down | Belén Karageorge Rousseau          | 23 años | 1,68 metros | Fiorillo & Fiorillo |
| Agrupación Mitahori           | Helen Manuela Ulloa Chuve          | 26 años | 1,69 metros | Ernesto Barahona    |
| Club de Leones Soriano        | Ariana Vargas Zegarra              | 20 años | 1,70 metros | Erika Weise         |
| Miss Villa Primero de Mayo    | María Fernanda Sempertegui Morales | 20 años | 1,69 metros | Dalia Suárez        |
| Club de Leones Soriano Soy    | Iveth Cossio Rossetty              | 21 años | 1,69 metros | Galo Sanchez        |
| Miss San Ignacio de Velasco   | Dahra Alpire Saucedo               | 24 años | 1,71 metros | Galo Sánchez        |
| Miss Cotoca                   | Fabiana Añez Galvarro              | 20 años | 1,71 metros | Eduardo Rivera      |
| Reina de Cotoca               | Alexandra Ardaya Romero            | 22 años | 1,72 metros | Galo Sánchez        |
| Curumechaca                   | María José Terrazas León           | 23 años | 1,72 metros | Kenny Gutiérrez     |
| Srta. Warnes                  | María René Aguilera                | 22 años | 1,72 metros | Ernesto Barahona    |
| Grupo Voluntario Niño Feliz   | María José Arana Medina            | 21 años | 1,74 metros | Rosa y Gris         |
| Miss Montero                  | Ninoska Herrera Justiniano         | 21 años | 1,78 metros | Ernesto Barahona    |
| Camiri                        | María José Hurtado Ferrufino       | 21 años | 1,77 metros | Eduardo Rivera      |
| Srta. Cotoca                  | Ana Lucía Chávez Hurtado           | 20 años | 1,78 metros | Jhon Orell          |

## Datos acerca de las Candidatas
- Algunas de las delegadas del Miss Miss Santa Cruz 2020 han participado, o participarán, en otros certámenes de importancia regionales, nacionales e internacionales:
  - Cecilia Silva fue Miss Playa Bolivia 2016  y exparticipantes de Calle 7 Bolivia, El Pasaporte Bolivia & No Pierdas El Dinero Bolivia
  - Maria Jose Hurtado - Reina de  Camiri 2016, Miss Model Bolivia of the World 2019, representó a Bolivia en el Miss Model of the World 2019 en China y fue candidata a Azafata El Deber 2019
  - Fernanda Sempertegui, fue Miss Pampa de la Cruz 2019 y es actual Miss Villa 1.º de Mayo 2020
  - Helen Ulloa fue Miss Hispanoamerica Bolivia 2018, Miss Folklore Bolivia 2019 & Miss Folklore World 2019 (ganado en República Dominicana)
  - Maria José Terrazas es actual Reina de los Curumechaca 2020
  - Lucia Chavez es Srta. Cotoca 2019
  - Alexandra Ardaya, Reina del Turismo Santa Cruz 2018, Reina del Carnaval de Cotoca 2018 & Reina de Cotoca 2019
  - Ninoska Herrera fue  Reina del Carnaval de Montero 2019
  - María René Aguilera, Virreina de Tradición Warneña 2016, Miss Bachiller Warnes 2018, Virreina Internacional del Carnaval 2018 (Ganado en Ecuador ) & actual Srta. Warnes 2019 y Reina del Carnaval de Warnes 2022
- Algunas datos de las delegadas del Miss Miss Santa Cruz 2020 son bien relevantes:
  - Belen Karageorge es Beniana
  - Alexandra Ardaya es Tarijeña